# 夏日香氣
《夏日香氣》（：／）為韓國KBS自2003年7月7日起播放的月火迷你連續劇，是尹錫湖執導的四季系列（藍色生死戀系列）第三部曲，宋承憲、孫藝真、柳鎮、韓智慧等主演。

## 劇情介紹
一個下著傾盆大雨的日子，敏宇在大學校園一個建築物下面躲雨，在那遇見了手拿著鮮花跑來一起躲雨的恩惠，從此兩人談起一場對敏宇來說刻骨銘心的愛情。不幸的是，在恩惠與敏宇舉行結婚儀式那天，恩惠遭遇車禍，永遠的離開這個世界。
幾年後的一天，花店員工慧媛與學姐玫瑰一起去山上採花拍照，那座山承載著敏宇與恩惠美好的初戀記憶......
在山上慧媛與玫瑰走散了，慧媛在山上迷了路，並在山上不小心滑了一跤，腿受了傷，正好遇到敏宇搭救，天色轉黑，兩人為了自身安全不得已在山莊共度一晚。敏宇從與初戀情人恩惠言行舉止非常相像的慧媛身上感受到一種說不出的熟悉感。而慧媛只要一見到敏宇，自己的心臟便會怦怦跳動...

## 角色介紹[5]

### 主要人物
| 演員   | 角色   | 介紹 |
| 宋承憲 | 劉敏宇 | 單純、多情。在上大學時，在一個下著傾盆大雨的夏日與恩惠相遇，與她一見鍾情。一場交通事故奪去了恩惠的生命，敏宇一直生活在失去恩惠的痛苦中。隨著歲月的流逝，五年後，依然無法釋懷的敏宇在與恩惠曾一起去的山上遇到了慧媛，在慧媛身上發現恩惠的影子，感到非常奇怪...... |
| 孫藝真 | 沈慧媛 | 清純、開朗。原來是個很文靜的女孩，在做了心臟手術後性格突然變得開朗起來。與聖才從小兩家關係就很好。然而有一天，在山上與敏宇偶然相遇，心裏感覺怦怦直跳...... |
| 柳鎮   | 聖才   | 慧媛的未婚夫。擁有一個良好的家庭背景，性格溫和，集智慧、外貌於一體的魅力男人。雖然條件出眾，一直深愛著從小一起長大的慧媛。 |
| 韓智慧 | 貞雅   | 聖才的妹妹、慧媛的朋友。留學時遇到敏宇深深的單戀上他，積極的向敏宇展開攻勢。之後，當知道慧媛與敏宇相愛，並漸漸知道更多的秘密時，變得彷徨不安起來...... |

### 其他人物
| 演員   | 角色   |
| 申愛   | 蘇恩惠 |
| 趙銀淑 | 吳玫瑰 |
| 安政勳 | 池大風 |
| 金海淑 | 民宇母 |
| 金容健 | 民宇父 |

## 四季系列其他三部曲
- 秋日童話
- 冬日戀歌
- 春日華爾滋

## 外部連結
- 韓國KBS 
- 臺灣三立電視官方網站（繁體中文）
- 香港亞視官方網站（繁體中文）
- 臺灣緯來電視官方網站（繁體中文）

| KBS 2TV 月火劇                       | KBS 2TV 月火劇                                   | KBS 2TV 月火劇 |
| ------------------------------------ | ------------------------------------------------ | -------------- |
|                                      | 夏日香氣 （2003年7月7日 - 2003年9月8日）         |                |
| 妻子 （2003年1月6日 - 2003年7月1日） | 尚道呀，上學去 （2003年9月15日 - 2003年11月4日） |                |

| 臺灣 緯來戲劇台 星期一至五 23:00 - 00:00          | 臺灣 緯來戲劇台 星期一至五 23:00 - 00:00   | 臺灣 緯來戲劇台 星期一至五 23:00 - 00:00 |
| ------------------------------------------------- | ------------------------------------------ | ---------------------------------------- |
|                                                   | 夏日香氣 （2008年3月10日 - 2008年4月18日） |                                          |
| 瑪莉大九攻防戰 （2007年12月24日 - 2008年1月25日） | 戀人呀 （2008年11月4日 - 2008年12月5日）   |                                          |